# Grędówka
Grędówka – osada leśna w Polsce położony w województwie podkarpackim, w powiecie sanockim, w gminie Zarszyn.
W latach 1975–1998 miejscowość administracyjnie należała do województwa krośnieńskiego.